# Persone di cognome Baldini
| Questa pagina contiene informazioni ricavate automaticamente dalle voci biografiche con l'ausilio del template Bio e di un bot. L'aggiornamento è periodico e automatico e ricostruisce completamente la pagina. Se manca una persona in questa lista, sei pregato di non aggiungerla, ma accertati piuttosto che la sua voce biografica contenga il template Bio e che i dati anagrafici siano correttamente compilati. Se il template Bio manca, inseriscilo tu stesso o, in alternativa, metti l'avviso {{tmp\|Bio}} che ne segnala la mancanza. Se i dati riportati sono sbagliati, correggi direttamente la voce biografica; le modifiche saranno visibili in questa lista entro pochi giorni. Per chiarimenti vedi il progetto antroponimi. La lista contiene solo le 53 persone che sono citate nell'enciclopedia e per le quali è stato implementato correttamente il template Bio. Pagina aggiornata al 17 ott 2024. |

Questa è una lista di persone presenti nell'enciclopedia che hanno il cognome Baldini, suddivise per attività principale.

## Agronomi(1)
- Enrico Baldini, agronomo italiano (Firenze, n. 1925 - Bologna, † 2023)

## Allenatori di calcio(3)
- Daniele Baldini, allenatore di calcio e ex calciatore italiano (Firenze, n. 1964)
- Francesco Baldini, allenatore di calcio e ex calciatore italiano (Massa, n. 1974)
- Silvio Baldini, allenatore di calcio italiano (Massa, n. 1958)

## Ammiragli(1)
- Aldo Baldini, ammiraglio italiano (Gaeta, n. 1915 - Roma, † 1999)

## Anglisti(1)
- Gabriele Baldini, anglista, scrittore e traduttore italiano (Roma, n. 1919 - Roma, † 1969)

## Arcivescovi cattolici(1)
- Carlo Baldini, arcivescovo cattolico e teologo italiano (Nocera dei Pagani, n. 1530 - Sorrento, † 1598)

## Attori(2)
- Renato Baldini, attore italiano (Roma, n. 1921 - Roma, † 1995)
- Rodolfo Baldini, attore e doppiatore italiano (Pistoia, n. 1946)

## Bassisti(1)
- Paolo Baldini, bassista e produttore discografico italiano (Pordenone, n. 1975)

## Calciatori(4)
- Achille Baldini, ex calciatore italiano (Sant'Agata sul Santerno, n. 1936)
- Enrico Baldini, calciatore italiano (Massa, n. 1996)
- Giuseppe Baldini, calciatore e allenatore di calcio italiano (Russi, n. 1922 - Genova, † 2009)
- Mario Baldini, calciatore italiano

## Calciatrici(2)
- Francesca Baldini, ex calciatrice italiana (n. 1990)
- Giulia Baldini, calciatrice italiana (Lugo, n. 1994)

## Ciclisti su strada(1)
- Ercole Baldini, ciclista su strada e pistard italiano (Forlì, n. 1933 - Forlì, † 2022)

## Conduttori radiofonici(1)
- Marco Baldini, conduttore radiofonico e personaggio televisivo italiano (Firenze, n. 1959)

## Dirigenti sportivi(1)
- Franco Baldini, dirigente sportivo e ex calciatore italiano (Reggello, n. 1960)

## Doppiatori(2)
- Nanni Baldini, doppiatore italiano (Roma, n. 1975)
- Oreste Baldini, doppiatore e direttore del doppiaggio italiano (Milano, n. 1962)

## Doppiatrici(2)
- Antonella Baldini, doppiatrice italiana (Milano, n. 1966)
- Rita Baldini, doppiatrice italiana (Milano, n. 1961)

## Fantini(1)
- Umberto Baldini, fantino italiano (Montevarchi, n. 1904 - Firenze, † 1982)

## Filosofi(1)
- Massimo Baldini, filosofo italiano (Greve in Chianti, n. 1947 - Roma, † 2008)

## Giornalisti(1)
- Antonio Baldini, giornalista, critico letterario e scrittore italiano (Roma, n. 1889 - Roma, † 1962)

## Incisori(1)
- Baccio Baldini, incisore italiano (Firenze, n. 1436 - Firenze, † 1487)

## Karateka(1)
- Cesare Baldini, karateka e arbitro di karate italiano (Faenza, n. 1935 - Teano, † 2003)

## Maratoneti(1)
- Stefano Baldini, ex maratoneta e mezzofondista italiano (Castelnovo di Sotto, n. 1971)

## Medici(1)
- Baccio Baldini, medico e letterato italiano (Firenze)

## Nuotatori(1)
- Luca Baldini, ex nuotatore italiano (Messina, n. 1976)

## Pittori(2)
- Adriano Baldini, pittore, decoratore e ceramista italiano (Faenza, n. 1810 - Faenza, † 1881)
- Tommaso Baldini, pittore italiano (Firenze, n. 1870 - Pescia, † 1925)

## Poeti(1)
- Raffaello Baldini, poeta e scrittore italiano (Santarcangelo di Romagna, n. 1924 - Milano, † 2005)

## Politiche(1)
- Maria Teresa Baldini, politica e ex cestista italiana (Pietrasanta, n. 1961)

## Politici(7)
- Enea Baldini, politico italiano (Domodossola, n. 1924 - † 2001)
- Giorgio Baldini, politico italiano (Nonantola, n. 1935)
- Marino Baldini, politico croato (Parenzo, n. 1963)
- Mario Baldini, politico italiano (Levizzano di Castelvetro, n. 1913 - Modena, † 2006)
- Massimo Baldini, politico italiano (Viareggio, n. 1942)
- Nullo Baldini, politico e sindacalista italiano (Ravenna, n. 1862 - Ravenna, † 1945)
- Valerio Baldini, politico italiano (Bologna, n. 1939 - Bologna, † 2012)

## Rapper(1)
- Ketama126, rapper e produttore discografico italiano (Latina, n. 1992)

## Schermidori(1)
- Andrea Baldini, schermidore italiano (Livorno, n. 1985)

## Scrittori(1)
- Eraldo Baldini, scrittore italiano (Russi, n. 1952)

## Scrittrici(1)
- Jolena Baldini, scrittrice italiana (Vernio, n. 1921 - Roma, † 2009)

## Storici(1)
- Carlo Baldini, storico italiano (Greve in Chianti, n. 1920 - Greve in Chianti, † 2009)

## Storici dell'arte(1)
- Umberto Baldini, storico dell'arte italiano (Pitigliano, n. 1921 - Massa, † 2006)

## Tipografe(1)
- Vittoria Baldini, tipografa italiana

## Tipografi(1)
- Vittorio Baldini, tipografo italiano (Ferrara, † 1618)

## Umanisti(1)
- Bernardino Baldini, umanista, medico e matematico italiano (Suna, n. 1515 - Milano, † 1600)

## Velisti(1)
- Andrea Baldini, velista italiano (Roma, n. 1968)

## Violinisti(1)
- Emmanuele Baldini, violinista e direttore d'orchestra italiano (Trieste, n. 1971)